# Cebgo
Cebgo ist eine philippinische Billigfluggesellschaft mit Sitz in Manila und Basis auf dem Ninoy Aquino International Airport. Diese ist eine Tochtergesellschaft der Cebu Pacific und nutzt deren Markenauftritt.

## Geschichte

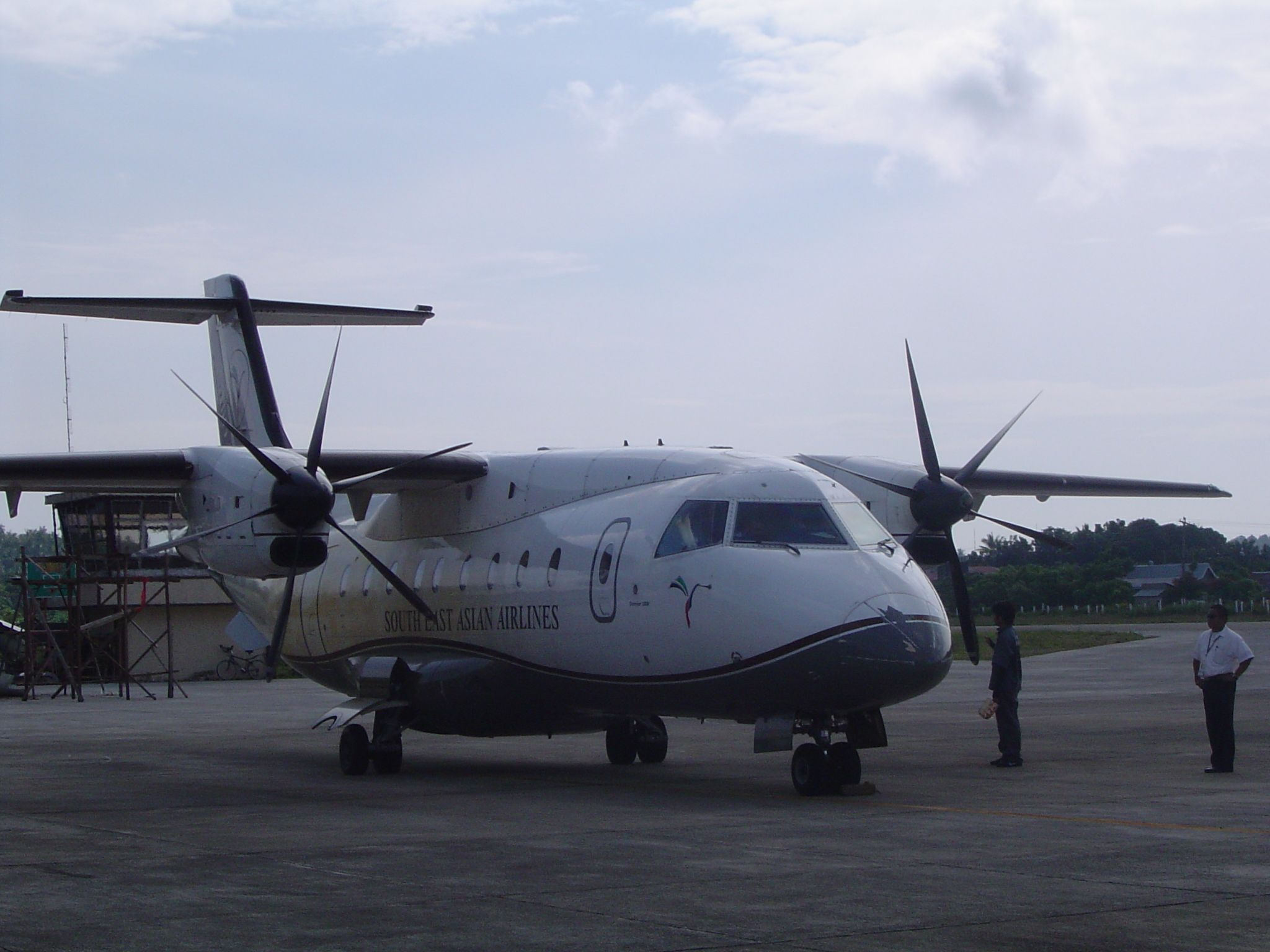
Dornier 328-100 der Seair

Die Fluggesellschaft wurde 1994 von Iren Dornier und Partnern unter dem Namen Seair gegründet. Die Betriebsaufnahme erfolgte im Jahr 1995 mit drei Dornier Do 28. Ab dem Jahr 2003 trat die Gesellschaft im Außenauftritt unter der Marke South East Asian Airlines auf. In den Jahren 2002, 2003 and 2009 wurde das Unternehmen mit dem Philippines Consumer Excellence Award ausgezeichnet. Im Jahr 2010 erhielt Seair eine Auszeichnung vom Gold Brands Council Philippines; sie gehört damit zu den bedeutenden Markenunternehmen der Philippinen.
Am 16. Dezember 2010 begann eine umfangreiche Kooperation mit der singapurischen Billigfluggesellschaft Tigerair. Ab diesem Datum übernahm Seair von Tigerair zwei Airbus A319-100 (später auch A320-200) und flog seitdem im Namen der Partnergesellschaft regionale Ziele an. Nach Beginn der Kooperation stieg Tigerair im Februar 2011 mit dem Kauf von 32,5 % der Anteile in das Unternehmen ein. und baute seine Anteile im August 2012 auf, für ausländische Investoren höchstzulässige, 40 % aus. Jedoch entschloss sich Tigerair das Regionalgeschäft mit den kleineren Flugzeugen der Flotte nicht zu übernehmen. Diese wurde inklusive der Flugzeuge durch den Gründer Iren Dornier, im Rahmen des Verkaufs seiner Fluggesellschaft, in die neu gegründete SEAir International ausgegliedert, welche ab Dezember 2012 unter eigenständiger Betriebslizenz den Betrieb aufnahm. Anfang Juli 2013 wurde South East Asian Airlines, zur Vereinheitlichung der Tochtergesellschaften der Tigerair, in Tigerair Philippines umbenannt.
Anfang Januar 2014 übernahm Cebu Pacific 100 % der Anteile an Tigerair Philippines. Cebu Pacific strebt damit eine engere Kooperation mit Tigerair an und wollte Tigerair Philippines ursprünglich weiterhin unter dem Markennamen Tigerair betreiben. Am 10. Mai 2015 wurde Tigerair Philippines dennoch in Cebgo umbenannt. In diesem Rahmen wurde sie zu einer Billigfluggesellschaft umfunktioniert. Außerdem teilen sich Cebu Pacific und Cebgo dieselbe Website und die Maschinen fliegen in der Bemalung der Muttergesellschaft.
Cebgo stand auf der Liste der Betriebsuntersagungen für den Luftraum der Europäischen Union, im März 2015 wurde eine Überprüfung des Verbots eingeleitet, und schließlich im Juni 2015 aufgehoben.

## Flugziele
Cebgo bedient von Manila aus nationale Ziele, von Clark werden Städte in Ostasien angeflogen.

## Flotte
Mit Stand März 2023 besteht die Flotte der Cebgo aus 14 Flugzeugen mit einem Durchschnittsalter von 6,3 Jahren:
| Flugzeugtyp | Anzahl | bestellt | Anmerkungen                                | Sitzplätze |
| ----------- | ------ | -------- | ------------------------------------------ | ---------- |
| ATR 72-500  | 02     |          | eine inaktiv; betrieben durch Cebu Pacific | 74         |
| ATR 72-600  | 14     |          | eine inaktiv; betrieben durch Cebu Pacific | 74         |
| Gesamt      | 16     | –        |                                            |            |

### Ehemalige Flugzeugtypen
- Airbus A320-200